# Souimanga à ventre jaune
Cinnyris venustus
Espèce
Statut de conservation UICN

 LC  : Préoccupation mineure
Le Souimanga à ventre jaune (Cinnyris venustus) est une espèce de passereaux de la famille des Nectariniidae.
Son aire fragmentée s'étend à travers l'Afrique subsaharienne (rare en Afrique australe).

## Répartition et sous-espèces
Selon la classification de référence du Congrès ornithologique international (15.1, 2025) :
- C. v. venustus (Shaw, 1799) — de la Sénégambie à l'ouest du Centrafrique ;
- C. v. fazoqlensis (Heuglin, 1874) — Érythrée et ouest de l'Éthiopie ;
- C. v. albiventris (Strickland, 1852) — Éthiopie, Somalie et nord du Kenya ;
- C. v. falkensteini Fischer a Reichenow, 1854 — du sud du Gabon au Cabinda ; miombo, sud du Kenya et Tanzanie ;
- C. v. ignelventris Reichenow, 1899 — forêts d'altitude du rift Albertin.

## Systématique
Le nom valide complet (avec auteur) de ce taxon est Cinnyris venustus (Shaw, 1799).
L'espèce a été initialement classée dans le genre Certhia  sous le protonyme Certhia venusta Shaw, 1799.
Ce taxon porte en français le nom vernaculaire ou normalisé suivant : Souimanga à ventre jaune,.
Cinnyris venustus a pour synonymes :
- Certhia venusta Shaw, 1799[3]
- Nectarinia venusta (Shaw, 1799)[2]